# Иванычук, Роман Иванович
Рома́н Ива́нович Иванычу́к (укр. Роман Іванович Іваничук; 27 мая 1929 года, Трач, Станиславовское воеводство, Польская Республика — 17 сентября 2016 года, Львов, Украина) — советский и украинский писатель, политический и общественный деятель, депутат Верховной Рады Украины (1990—1994). Герой Украины (2009).

## Биография
Украинец. Родился в семье ученого-геоморфолога, воевавшего в Первую мировую войну в составе Украинских сечевых стрельцов (УСС), а после ее окончания — в составе Галицкой армии. У отца была большая домашняя библиотека, поэтому с детства он привил сыну любовь к чтению.
Учился в Коломыйской гимназии и Коломыйской СШ № 1 (1942—1947), преобразованной после большевистской оккупации на Коломыйскую СШ № 1. По желанию отца поступил на геологический факультет Львовского университета имени И. Я. Франко, но бросил обучение, поскольку стремился получить филологическое образование. Один год проработал учителем начальной школы в с. Трач. В 1948 году вновь поступил во Львовский университет на филологический факультет (украинскую филологию), но из-за того, что не хотел идти в комсомол и в праздники ходил в вышиванке, на него написали донос, и в 1949 году исключили из университета за «антисоветскую деятельность». Отслужил три года в армии (в Азербайджанской ССР) и в 1953 г. возобновил обучение во Львовском университете и окончил его в 1957 году. Затем работал учителем украинского языка и литературы в поселок Щирец Львовской области.
В 1954 г. в студенческом альманахе Львовского университета опубликовал свою первую новеллу «Скиба земли», которую одобрительно встретила критика. В 1958 г. вышел первый сборник новелл «Прут несет лед», который принес ему признание. Продолжил писать, вступил в Союз писателей УССР (1960). В литературе считал своими учителями Василия Стефаника, Михаила Коцюбинского и Ирину Вильде, также в ранний период творчества находился под большим влиянием произведений Ивана Керницкого.
В 1961 году переехал во Львов. С 1963 года работал в редакции журнала «Жовтень» (с 1990 года — «Дзвін»). В 1968 году опубликовал свой первый исторический роман — «Мальвы».
В этот период выходят сборники новелл писателя «Не рубите ясеней» (1961), «Под сводом храма» (1961), «Тополиная метель» (1965). В 1968 году вышел исторический роман «Мальвы». За него автора жестко критиковали партийные органы, его хотели уволить из журнала, однако роман получил широкий резонанс.
Постепенно сосредотачивается на исторической прозе. Тему следующего романа «Червлёное вино» (1977) — об обороне Олесского замка от польских захватчиков в 1431—1432 годах в ходе так называемых «Войн Свидригайло» — подсказал известный литературовед Григорий Нудьга. Здесь фактически впервые в украинской литературе описано быт средневекового Львова. Вслед за этим появился роман «Манускрипт с улицы Русской» (1979), который отображает картины городской жизни конца XVI — начала XVII в. во Львове. За это произведени в 1979 году он получил премию им. А. В. Головко. В третьем «львовском романе» «Вода из камня» (1982) речь идет о Львове начала XIX в. и юности Маркиана Шашкевича. Следующий роман «Четвертое измерение» (1984) об одном из участников Кирилло-Мефодиевского братства Николая Гулака считается наиболее значимым произведением автора. За него он был удостоен Государственной премии УССР имени Т. Г. Шевченко (1985). После этого вышел исторический роман «Шрамы на скале» (1987) об отношениях Ивана Франко с писателями литературной группы «Молодая муза».
Был членом КПСС и делегатом XXVII съезда КПСС. В 1980 году он представлял УССР на очередной сессии Генеральной Ассамблеи ООН.
В период «перестройки» активно участвовал в национально-освободительном движении. В июне 1988 года выступил одним из организаторов Общества украинского языка имени Т. Г. Шевченко, Народного руха Украины. В 1990 г. заведовал отделом прозы журнала «Колокол». Весной 1990 года был избран народным депутатом УССР, участвовал в подготовке и принятии Декларации о государственном суверенитете Украины от 16 июля 1990 года и Акта о независимости Украины от 24 августа 1991 года.
Похоронен на Лычаковском кладбище во Львове.

## Семья
Дочь Наталья (род. 1959) и сын Ярёма (род. 1964). Вторая жена писателя — украинский прозаик Нина Бичуя.

## Награды и звания
- Герой Украины (с вручением ордена Державы, 22.01.2009 — за самоотверженное служение Украине, значительный личный вклад в духовное возрождение Украинского государства, плодотворную литературную и общественную деятельность)[4].
- орден Трудового Красного Знамени
- орден «За заслуги» III степени (8. 12. 1998)[5]
- орден «За заслуги» II степени (29.9.2006)[6]
- Знак отличия Президента Украины — юбилейная медаль «20 лет независимости Украины» (19 августа 2011 года)[7]
- Знак отличия Президента Украины — Юбилейная медаль «25 лет независимости Украины» (19 августа 2016 года)[8]
- премия имени А. Головко (1979).
- Государственная премия УССР имени Т. Г. Шевченко (1985) — за романы «Вода из камня» и «Четвёртое измерение»
- Заслуженный работник культуры Украины (1993)[9].
- Премия фонда Антоновичей (2003).

## Произведения
Написал двадцать исторических романов. Его произведения переводились на французский, русский и другие языки.

### Сборники новелл
- Прут несёт лёд (1958)
- Не рубите ясеней (1961)
- Тополиная метель (1965)
- Дом на горе (1969)
- Седые ночи (1975)
- На перевале (1981).

### Романы и повести
- Край большака (1964)
- Мальвы (1968)
- Червлёное вино (1977)
- Город (1977)
- Манускрипт с улицы Русской (1979)
- Вода из камня (1982)
- Четвертое измерение (1984)
- Седьмое небо (1985)
- Шрамы на скале
- Журавлиный вопль
- Так как война — войной
- Орда
- Огненные столбы
- Через перевал
- Неежедневный дневник.

### Эссе
- Чистый металл человеческого слова
- Благослови, душа моя, Господа.